# Bernhard Voß
Bernhard Heinrich Voß, auch Bernhard Voss, (* 29. Juni 1892 in Elberfeld; † 4. Februar 1947 in Prag) war ein deutscher Offizier, zuletzt SS-Brigadeführer und Generalmajor der Waffen-SS.

## Biografie
Der gelernte Bauingenieur trat 1914 als Fahnenjunker in das Magdeburgische Pionier-Bataillon Nr. 4 ein und nahm durchgehend am Ersten Weltkrieg teil, zuletzt als Platzmajor bei der Kommandantur des Pionier-Übungsplatzes Markendorf. Nach dem Krieg wurde er im Rang eines Oberleutnants mehrfach ausgezeichnet, unter anderem mit dem Hamburgischen Hanseatenkreuz, aus der Armee entlassen. 
Ab 1919 war er im Polizeidienst und in der Zeit der Weimarer Republik bei der Sicherheitspolizei Jüterbog und später Polizeischulen eingesetzt. Von 1923 bis 1928 gehörte er dem Stahlhelm an.  
Mit Beginn der Zeit des Nationalsozialismus war er seit Anfang März 1933 Mitglied der NSDAP (Mitgliedsnummer 2.626.083) und zwei Jahre später der Schutzstaffel (SS-Nr. 257.070). Noch 1933 wurde er Chef der Organisationsabteilung des Landespolizeistabes beim Preußischen Ministerium des Inneren und wurde 1934 bis zum Oberstleutnant der Landespolizei befördert. Ab Frühjahr 1935 wurde er hauptamtlich für die SS tätig und war zunächst als Hauptreferent sowie Verbindungsführer beim SS-Gericht im Stab des Reichsführer-SS tätig. Er war von Mitte Juli 1935 bis November 1938 Kommandeur der SS-Junkerschule in Bad Tölz. Zunächst ab 1935 SS-Obersturmbannführer und SS-Standartenführer, wurde er 1938 SS-Oberführer und im November 1942 zum SS-Brigadeführer und Generalmajor der Waffen-SS ernannt. Vom November 1939 bis zum Juni 1941 war er Kommandeur der SS-Totenkopf-Standarte VI, die eine Stärke von 2400 Soldaten hatte. Auch war er von November 1939 bis 1943 Stabsführer beim SS-Oberabschnitt Spree. Von Juni 1940 bis Mai 1941 war er Befehlshaber der Waffen-SS in Norwegen. Von August bis November 1941 war er Stabsführer der SS-Standortkommandantur der Waffen-SS in Berlin. Er kommandierte vom November 1941 bis Juli 1942 den SS-Truppenübungsplatz Böhmen in Beneschau in der besetzten Tschechoslowakei und von um Juli 1942 bis September 1944 den SS-Truppenübungsplatz Heidelager in Debica (Polen). Danach war er im SS-Führungshauptamt eingesetzt. Voß wurde mehrfach ausgezeichnet, zuletzt im November 1944 mit dem Kriegsverdienstkreuz I. Klasse mit Schwertern. 
Voß wurde 1947 auf Grund seiner Verbrechen im Protektorat Böhmen und Mähren zum Tode verurteilt und in Prag hingerichtet.